# Suzuki SX4
O Suzuki SX4 é um carro crossover compacto desenvolvido pelas fabricantes Suzuki e Fiat, e produzido desde 2006 para substituir o Aerio/Liana como seu carro compacto. Embora pretendido originalmente somente para o mercado europeu, o carro é vendido no Japão, Índia, América do Sul, Austrália e América do Norte. Foi apresentado no Salão de Genebra 2006, e está sendo construído na fábrica em Esztergom, Hungria Suzuki do magyar e Japão. As 60.000 unidades previstas serão produzidas - 2/3 a ser vendidos pela Suzuki e 1/3 pela Fiat, rebatizado com o nome de Sedici. O projeto foi feito pelo estúdio de Italdesign de Giorgetto Giugiaro.
Em alguns países são comercializadas versões equipadas com transmissão continuamente variável (Câmbio CVT).
O SX4 é um hatch altinho que até poderia ser confundido com um desses carros "off-road leves" que infestam as ruas. A diferença é ser dotado de uma tração 4x4 de verdade, com direito a distribuição automática da tração e bloqueio do diferencial traseiro. O porte um pouco mais jipeiro deve-se a que o SX4 tem 1,58 metro de altura e 17,5 cm de vão livre do solo. Tem 4,13 metros de comprimento, 1,73 m de largura e 2,50 m de entre-eixos em um visual bem comportado e harmonioso que lo caracteriza como um monocab (ou minivan).
As origens off-road da marca se da a conhecer no sistema i-AWD (Intelligent All Wheel Drive). A tração é dianteira, mas através de um pequeno interruptor no console central do carro é possível acionar a tração nas quatro rodas com distribuição automática. Há ainda, no mesmo comando, opção de bloqueio do diferencial traseiro. O conjunto inclui um motor 2.0 16V com 145 cv de potência a 5.800 rotações e torque máximo de 18,7 kgfm aos 3.500 giros, o mesmo que equipa a versão de entrada do SUV Grand Vitara por aqui. A transmissão é manual de cinco velocidades o câmbio automático de quatro velocidades (opcional).
A linha SX4 chega ao Brasil bem equipada. Na parte de segurança tem airbag duplo frontal e freios com ABS e EBD. No quesito conforto, ar-condicionado automático, direção elétrica, trio, computador de bordo, banco e volante com regulagem de altura, rodas de liga leve aro 16, abertura interna da tampa do reservatório de combustível e rádio/CD/MP3 com comandos no volante em couro.

## Impressões ao dirigir
A tradição da Suzuki em veículos off-road se impõe no SX4. Com um leve jeito de jipinho e tração 4X4, o hatch compacto se comporta bem não só no asfalto, como na terra. E em trechos levemente enlameados e com buracos o modelo mostrou que é valente. Com a tração integral acionada, o SX4 exibiu força e disposição para encarar o off-road leve. Já ao enfrentar lama mais carregada, o bloqueio se mostrou eficiente e a suspensão bem acertada. Trabalhou bem e mostrou flexibilidade para copiar as ondulações do terreno.
Uma performance na terra obtida graças também ao eficiente motor 2.0 16V de 145 cv do SX4. O propulsor responde bem às investidas no pedal do acelerador e, com isso, o desempenho no asfalto é ainda mais competente. O
zero a 100 km/h é feito em 9,5 segundos, graças também ao câmbio bem escalonado e com as primeiras relações mais curtas, o que privilegia maior agilidade nas arrancadas. Nos trechos de subida e em situações de ultrapassagens, o SX4 se sai bem. O torque já se apresenta de forma quase integral antes dos 3 mil giros, mantendo o motor cheio em uma boa faixa de rotações para efetuar as retomadas. Ainda nas estradas de serra, em curvas sinuosas se mostra bem equilibrado em velocidades baixas, torcendo o mínimo a carroceria. Acelerando mais o modelo começa a rolar um pouco. Nas retas, a estabilidade é boa até os 130 km/h, quando a comunicação entre rodas e volante passa a ficar imprecisa e a exigir sutis correções por parte do motorista. Em geral a estabilidade é ótima, ele parece grudar ao chão, transmitindo bastante segurança. A bordo o motorista fica em uma posição elevada ao dirigir, tem boa visibilidade lateral e traseira, quadro de instrumentos de fácil visualização e ainda conta com ajustes do banco e da coluna de direção, além de comando do som no volante. A maior parte dos botões é intuitiva e está ao alcance das mãos e dos olhos do condutor. O câmbio tem cursos curtos e os engates precisos. A direção elétrica facilita as manobras.
O espaço geral está de acordo com os compactos do mercado, com vão limitado para pernas, dois adultos bem acomodados atrás, mas com um vão para cabeça interessante, que aumenta a sensação de amplitude do habitáculo. Em matéria de acabamento, o SX4 aparenta bastante simplicidade e até certa rusticidade, mas encaixes e fechamentos são precisos na maior parte dos itens.
A partir de maio de 2015 o jipinho Suzuki SX4 não está mais presente nas importações para o Brasil, na marca japonesa o crossover cedeu lugar ao mais novo S-Cross.

## Automobilismo

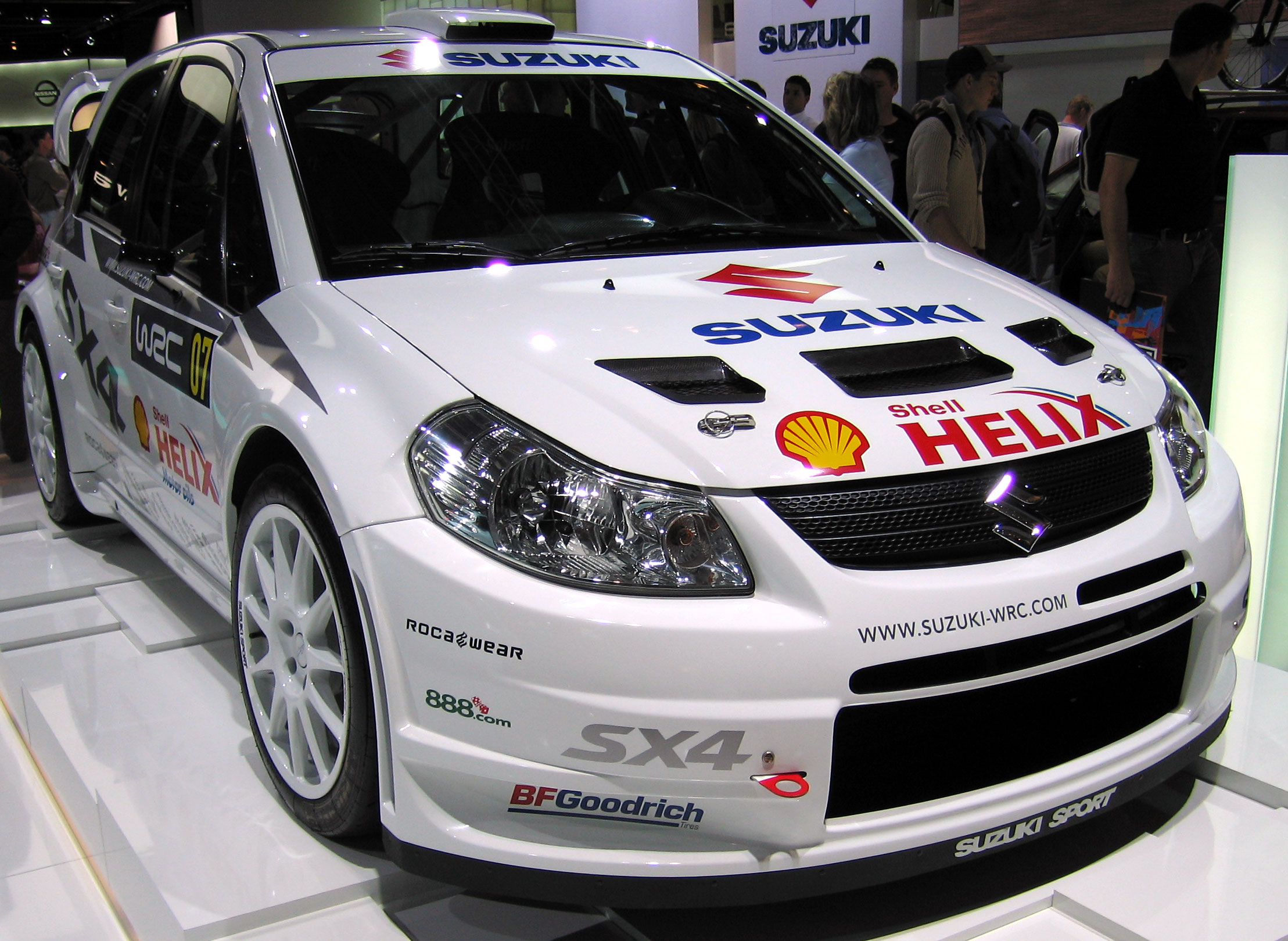
Suzuki SX4 WRC em 2007 IAA no Frankfurt, Alemanha

No Salão de Genebra, Suzuki confirmou que participará do Campeonato Mundial de Rali (WRC) FIA com a Suzuki World Rally Team. Com uma equipe própria a Suzuki particiou de algumas etapas em 2007 para o desenvolvimento do SX4, visando o campeonato de 2008. No primeiro evento da temporada 2008, o Rali de Monte Carlo, o piloto Per-Gunnar Andersson terminou em oitavo lugar com o modelo SX4.

## Galeria
- Primeira geração (2006-2014)
- Segunda geração (2013-presente)